# Polyzonus brevipes
Polyzonus brevipes är en skalbaggsart som beskrevs av Charles Joseph Gahan 1906. Polyzonus brevipes ingår i släktet Polyzonus och familjen långhorningar.
Artens utbredningsområde är Burma. Inga underarter finns listade i Catalogue of Life.